# Volta a Llombardia 1946
La Volta a Llombardia 1946 fou la 40a edició de la Volta a Llombardia. Aquesta cursa ciclista organitzada per La Gazzetta dello Sport es va disputar el 27 d'octubre de 1946 amb sortida i arribada a Milà després d'un recorregut de 231 km.
L'italià Fausto Coppi (Bianchi) guanya per davant dels seus compatriotes Luigi Casola (Bustese VC) i Michele Motta (Welter).

## Classificació general
|    | Ciclista                | Equip         | Temps      |
| -- | ----------------------- | ------------- | ---------- |
| 1  | Fausto Coppi (ITA)      | Bianchi       | 6h 24' 30" |
| 2  | Luigi Casola (ITA)      | Bustese VC    | + 40"      |
| 3  | Michele Motta (ITA)     | Welter        | m. t.      |
| 4  | Italo de Zan (ITA)      | Olmo          | + 1' 45"   |
| 5  | Bruno Pasquini (ITA)    | Milan Gazetta | + 2' 00"   |
| 6  | Osvaldo Bailo (ITA)     | Gestri        | + 3' 30"   |
| 7  | Elio Bertocchi (ITA)    | Viscontea     | m. t.      |
| 8  | Antonio Covolo (ITA)    | Benotto       | m. t.      |
| 9  | Ubaldo Pugnaloni (ITA)  | Milan Gazetta | m. t.      |
| 10 | Severino Canavesi (ITA) | Bianchi       | m. t.      |